# 16238 Chappe
A 16238 Chappe (ideiglenes jelöléssel 2000 GY104) a Naprendszer kisbolygóövében található aszteroida. A LINEAR projekt keretében fedezték fel 2000. április 7-én.